# فیننس بانک

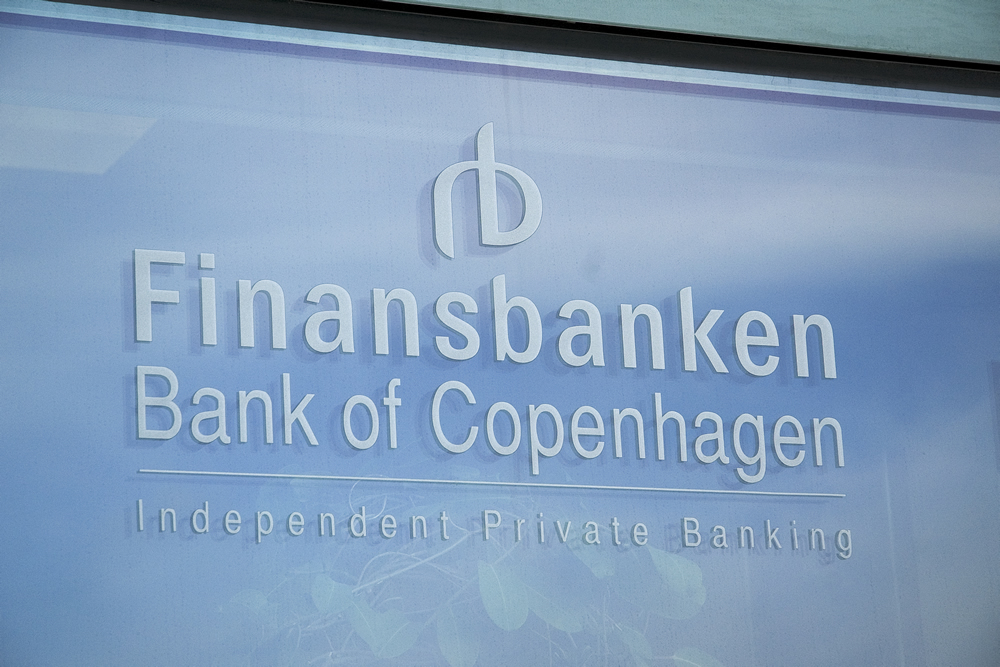
فیننس بانک، بانک کپنهاگ

Finansbanken یک بانک دانمارکی است که در ۲۷ سپتامبر ۱۹۷۹ با نام "Den Københavnske Bank" (بانک کپنهاگ) تأسیس شد. نام بانک بعداً به «فیننس بانک» تغییر یافت. بعداً به Sparekassen Lolland فروخته شد و به عنوان یک شرکت تابعه فعالیت می‌کند. دفتر مرکزی آن در کپنهاگ، دانمارک است. حوزه اصلی صلاحیت بانک، بانکداری خصوصی است که مشتریانی در سراسر جهان در بیش از ۸۵ کشور جهان دارند.